# Batalha de Bosworth Field
A Batalha de Bosworth Field (ou Batalha de Bosworth) foi a última e mais significativa batalha da Guerra das Rosas, a guerra civil entre a Casa de Lencastre e a Casa de Iorque, que se estendeu por toda a Inglaterra no final da segunda metade do século XV.
Ocorrida no dia 22 de agosto de 1485, a batalha foi vencida pelos Lencastres. O seu líder, Henrique, Conde de Richmond, tornou-se o primeiro monarca inglês da Dinastia de Tudor pela sua vitória e por se ter casado com a princesa de York. O seu adversário, Ricardo III, o último rei da Casa de York, foi morto durante a batalha. Os historiadores consideram que Bosworth Field assinalou o fim da Dinastia Plantageneta, fazendo da batalha um dos marcos da história de Inglaterra.
O reinado de Ricardo teve início em 1483 quando se apoderou do trono ocupado pelo seu sobrinho mais velho, de 12 anos de idade, Eduardo V. O rapaz, e o seu irmão mais novo, depressa desapareceram, para preocupação e tristeza de muitos, e o apoio a Ricardo ficou ainda mais afectado pelos rumores sobre o seu envolvimento na morte da sua esposa. Por todo o Canal Inglês, Henrique Tudor, descendente da pequena Casa de Lencastre, aproveitou as dificuldades pelas quais Ricardo passava e reclamou o trono. A primeira tentativa de Henrique de invadir a Inglaterra foi em 1483, mas foi detido por uma tempestade. Na sua segunda tentativa, chegou, sem qualquer oposição, à zona sudoeste da costa do País de Gales, no dia 1 de agosto de 1485. Ao progredir no terreno, Henrique foi obtendo apoio até chegar a Londres. Rapidamente, Ricardo juntou as suas tropas e interceptou as forças de Henrique a sul a cidade de Market Bosworth, em Leicestershire. Thomas, Lord Stanley e Sir William Stanley também levaram as suas forças para o campo de batalha, mas ficaram a aguardar enquanto decidiam qual o lado que seria mais vantajoso apoiar.
Ricardo separou o seu exército, superior ao de Henrique, em três grupos (ou "batalhas"). Um ficou sob o comando do Duque de Norfolk e outro no de Conde de Northumberland. Henrique ficou com a maioria da sua força pessoal sob o comando do Conde de Oxford. A força de vanguarda de Ricardo, comandada por Norfolk, atacou mas apanhou pela frente os homens de Oxford, e algumas das tropas de Norfolk fugiram. Northumberland ficou parado quando foi ordenado para dar apoio ao rei, e assim Ricardo decidiu fazer um ataque em força através do campo para matar Henrique e pôr um fim à batalha. Ao ver os cavaleiros do rei separados do seu exército, os Stanley intervieram; Sir William levou os seus homens até junto das forças de Henrique, cercando e matando Ricardo. Depois da batalha, Henrique foi coroado rei em Crown Hill.
Henrique contratou escritores para escrever as crónicas sobre o seu reino de forma favorável; a Batalha de Bosworth Field foi descrita para representar a sua Dinastia Tudor como o início de um novo período. Do século XV ao XVIII, a batalha foi caracterizada como uma vitória do mal sobre o bem e, tal como o ponto alto da obra de William Shakespeare, Richard III, sobre a ascensão e queda de Ricardo, ela dá origem a críticas nos diversos filmes que a retratam. O local exacto onde ocorreu a batalha é um ponto de discórdia, dada a falta de fontes precisas e dado o facto de haver vários memoriais erigidos em diversos locais. O Centro do Legado do Campo de Batalha de Bosworth foi construído, em 1974, num local baseado numa teoria que foi criticada, por vários académicos e historiadores, nos anos seguintes. Em outubro de 2009, uma equipa de investigadores, que realizaram pesquisas geológicas e arqueológicas na zona, a partir de 2003, sugerem um local a 3 km a sudoeste de Ambion Hill.

### Livros
- Adams, Michael (2002). Echoes of War: a Thousand Years of Military History in Popular Culture. Kentucky, United States: University Press of Kentucky. ISBN 0-8131-2240-6. Consultado em 12 de Maio de 2009
- Baker, John (2003). The Oxford History of the Laws of England 1483–1558. Col: The Oxford History of the Laws of England. VI. Oxford: Oxford University Press. ISBN 0-19-825817-8. Consultado em 16 de Abril de 2009
- Britnell, Richard (1997). «Country Politics». The Closing of the Middle Ages?: England, 1471–1529. Oxford: Blackwell Publishing. ISBN 0-631-16598-3
- Burrow, Colin (2000). «The Sixteenth Century». In:  Kinney, Arthur. The Cambridge Companion to English Literature, 1500–1600. Cambridge: Cambridge University Press. ISBN 0-521-58758-1. Consultado em 8 de Março de 2009
- Chrimes, Stanley (1999) [1972]. Henry VII. Col: Yale English Monarchs. New Haven, Connecticut; and Londres: Yale University Press. ISBN 0-300-07883-8. Consultado em 20 de Abril de 2009
- Coursen, Herbert (2000). «Three films of Richard III». In:  Jackson, Russell. The Cambridge Companion to Shakespeare on Film 4 ed. Cambridge: Cambridge University Press. ISBN 0-521-63975-1. Consultado em 17 de Maio de 2009
- Coward, Barry (1983). «The Rise of the Stanleys, 1385–1504». The Stanleys, Lords Stanley, and Earls of Derby, 1385–1672: The Origins, Wealth, and Power of a Landowning Family. Manchester: Manchester University Press. ISBN 0-7190-1338-0. Consultado em 13 de Abril de 2009
- Davies, Anthony (1990) [1988]. Filming Shakespeare's Plays: the Adaptations of Laurence Olivier, Orson Welles, Peter Brook and Akira Kurosawa. Cambridge: Cambridge University Press. ISBN 0-521-77341-5. Consultado em 13 de Abril de 2009
- Davies, Anthony (2000). «The Shakespeare Films of Laurence Olivier». In:  Jackson, Russell. The Cambridge Companion to Shakespeare on Film 4 ed. Cambridge: Cambridge University Press. ISBN 0-521-63975-1. Consultado em 17 de Maio de 2009
- Downing, Brian (1992) [1991]. The Military Revolution and Political Change: Origins of Democracy and Autocracy in Early Modern Europe. New Jersey: Princeton University Press. ISBN 0-691-02475-8. Consultado em 5 de Junho de 2009
- Dunn, Diana, ed. (2000). «Introduction». War and Society in Medieval and Early Modern Britain. Liverpool: Liverpool University Press. ISBN 0-85323-885-5. Consultado em 20 de Abril de 2009
- Edelman, Charles (1992). Brawl Ridiculous: Swordfighting in Shakespeare's Plays. Manchester: Manchester University Press. ISBN 0-7190-3507-4. Consultado em 13 de Abril de 2009
- Gravett, Christopher (1999). Bosworth 1485: Last Charge of the Plantagenets. Col: Campaign. 66. Oxford: Osprey Publishing. ISBN 1-85532-863-1. Consultado em 16 de Março de 2009
- Grene, Nicholas (2002) [2001]. Shakespeare's Serial History Plays. Cambridge: Cambridge University Press. ISBN 0-521-77341-5. Consultado em 13 de Abril de 2009
- Harriss, Gerald (2007) [2005]. «The Gentry: War and Chivalry». Shaping the Nation: England 1360–1461. Oxford: Oxford University Press. ISBN 0-19-921119-1. Consultado em 5 de Abril de 2009
- Hicks, Michael (1995). «The Sources». In:  Pollard, Anthony. The Wars of the Roses. Col: Problems in Focus. Londres: MacMillan Press. ISBN 0-333-60166-1
- Hicks, Michael (2002) [1998]. Warwick the Kingmaker. Oxford: Blackwell Publishing. ISBN 0-631-23593-0. Consultado em 12 de Fevereiro de 2009
- Jones, Michael; Underwood, Malcolm (1993). The King's Mother: Lady Margaret Beaufort, Countess of Richmond and Derby. Cambridge: Cambridge University Press. ISBN 0-521-44794-1. Consultado em 8 de Março de 2009
- Lander, Jack (1981) [1980]. «Richard III». Government and Community: England, 1450–1509. Massachusetts, United States: Harvard University Press. ISBN 0-674-35794-9. Consultado em 26 de Maio de 2009
- Laynesmith, Joanna (2005) [2004]. The Last Medieval Queens: English Queenship 1445–1503. New York: Oxford University Press. ISBN 0-19-927956-X. Consultado em 16 de Abril de 2009
- Lull, Janis; Shakespeare, William (1999). King Richard III. Col: The New Cambridge Shakespeare. Cambridge: Cambridge University Press. ISBN 0-521-27632-2. Consultado em 8 de Abril de 2009
- Mackie, John (1983) [1952]. The Earlier Tudors, 1485–1558. Col: Oxford History of England. 7. Oxford: Oxford University Press. ISBN 0-19-821706-4. Consultado em 19 de Maio de 2009
- Mitchell, Rosemary (2000). Picturing the Past: English History in Text and Image, 1830–1870. Oxford: Oxford University Press. ISBN 0-19-820844-8. Consultado em 16 de Abril de 2009
- Morgan, Philip (2000). «The Naming of Battlefields in the Middle Ages». In:  Dunn, Diana. War and Society in Medieval and Early Modern Britain. Liverpool: Liverpool University Press. ISBN 0-85323-885-5. Consultado em 20 de Abril de 2009
- Pugh, Thomas (1992). «Henry VII and the English Nobility». In:  Bernard, George. The Tudor Nobility. Manchester: Manchester University Press. ISBN 0-7190-3625-9. Consultado em 8 de Março de 2009
- Ross, Charles (1997) [1974]. Edward IV. Col: Yale English Monarchs revised ed. New Haven, Connecticut; and Londres: Yale University Press. ISBN 0-300-07372-0. Consultado em 16 de Março de 2009
- Ross, Charles (1999) [1981]. Richard III. Col: Yale English Monarchs. New Haven, Connecticut; and Londres: Yale University Press. ISBN 0-300-07979-6
- Rowse, Alfred (1998) [1966]. Bosworth Field and the Wars of the Roses. Hertfordshire, United Kingdom: Wordsworth Military Library. ISBN 1-85326-691-4
- Saccio, Peter (2000) [1977]. Shakespeare's English Kings: History, Chronicle, and Drama. Oxford: Oxford University Press. ISBN 0-19-512319-0. Consultado em 12 de Abril de 2009

### Jornais
- Foard, Glenn (maio–junho de 2010). «Discovering Bosworth». York, United Kingdom: Council for British Archaeology. British Archaeology (112). ISSN 1357-4442
- Williamson, Tom (Novembro de 2008). «Foreword» (PDF). Norfolk, United Kingdom: University of East Anglia: Landscape Group. The Prospect (8). Consultado em 29 de Outubro de 2009
- Foard, Glenn (2004). «Bosworth Battlefield: A Reassessment» (PDF). United Kingdom: Battlefields Trust. Consultado em 29 de Maio de 2009
- Wainwright, Martin (28 de Outubro de 2009). «Battle of Bosworth: Dig Finally Pins Down Long Disputed Site». The Guardian. Londres: Guardian Media Group. Consultado em 29 de Outubro de 2009
- Walker, Bob (28 de Outubro de 2009). «New Battle over Bosworth's Site». BBC Radio 5 Live. United Kingdom: BBC. Consultado em 29 de Outubro de 2009